# Cerbalus pulcherrimus
Cerbalus pulcherrimus är en spindelart som först beskrevs av Simon 1880.  Cerbalus pulcherrimus ingår i släktet Cerbalus och familjen jättekrabbspindlar. Inga underarter finns listade i Catalogue of Life.